# Tauriac, Gironde
Tauriac är en kommun i departementet Gironde i regionen Nouvelle-Aquitaine i sydvästra Frankrike. Kommunen ligger i kantonen Bourg som tillhör arrondissementet Blaye. År 2022 hade Tauriac 1 330 invånare.

## Befolkningsutveckling
Antalet invånare i kommunen Tauriac
Referens:INSEE